# Liste des médaillées aux championnats d'Europe de gymnastique artistique - Concours général individuel
Ce tableau présente les gymnastes médaillées en concours général individuel lors des championnats d'Europe de gymnastique artistique.

## Médaillées
| Édition | Lieu              | Or                                               | Argent                                        | Bronze                                       |
| ------- | ----------------- | ------------------------------------------------ | --------------------------------------------- | -------------------------------------------- |
| 1957    | Bucarest          | Larissa Latynina (URS)                           | Elena Teodorescu (ROU)                        | Sonia Iovan (ROU)                            |
| 1959    | Cracovie          | Natalia Kot (POL)                                | Elena Teodorescu (ROU)                        | Sonia Iovan (ROU)                            |
| 1961    | Leipzig           | Larissa Latynina (URS)                           | Polina Astakhova (URS)                        | Vera Caslavska (CZE) Ingrid Föst (GDR)       |
| 1963    | Paris             | Marjana Bilic (YUG)                              | Solveig Egman (SWE)                           | Eva Rydell (SWE)                             |
| 1965    | Sofia             | Vera Caslavska (CZE)                             | Larissa Latynina (URS)                        | Birgit Radochla (GDR)                        |
| 1967    | Amsterdam         | Vera Caslavska (CZE)                             | Zinaida Druzhinina (URS)                      | Mariana Krajcirova (CZE)                     |
| 1969    | Landskrona        | Karin Janz (GDR)                                 | Olga Karasseva (URS)                          | Ludmila Turischeva (URS) Erika Zuchold (GDR) |
| 1971    | Minsk             | Tamara Lazakovich (URS) Ludmila Turischeva (URS) | -                                             | Erika Zuchold (GDR)                          |
| 1973    | Londres           | Ludmila Turischeva (URS)                         | Olga Korbut (URS)                             | Kerstin Gerschau (GDR)                       |
| 1975    | Skien             | Nadia Comăneci (ROU)                             | Nellie Kim (URS)                              | Annelore Zinke (GDR)                         |
| 1977    | Prague            | Nadia Comăneci (ROU)                             | Yelena Mukhina (URS)                          | Nellie Kim (URS)                             |
| 1979    | Copenhague        | Nadia Comăneci (ROU)                             | Emilia Eberle (ROU)                           | Natalia Chapochnikova (URS)                  |
| 1981    | Madrid            | Maxi Gnauck (GDR)                                | Cristina Grigoraș (ROU)                       | Alla Mysnik (URS)                            |
| 1983    | Göteborg          | Olga Bitcherova (URS)                            | Lavinia Agache (ROU)                          | Albina Shishova (URS) Ecaterina Szabo (ROU)  |
| 1985    | Helsinki          | Elena Shushunova (URS)                           | Maxi Gnauck (GDR)                             | Oksana Omelianchik (URS)                     |
| 1987    | Moscou            | Daniela Silivas (ROU)                            | Alevtina Pryakhina (URS)                      | Yelena Chuchunova (URS) Diana Dudeva (BUL)   |
| 1989    | Bruxelles         | Svetlana Boginskaya (URS)                        | Daniela Silivas (ROU)                         | Olga Strazheva (URS)                         |
| 1990    | Athènes           | Svetlana Boginskaya (URS)                        | Natalia Kalinina (URS)                        | Henrietta Onodi (HUN)                        |
| 1992    | Nantes            | Tatiana Gutsu (UKR)                              | Gina Gogean (ROU)                             | Vanda Hadarean (ROU)                         |
| 1994    | Stockholm         | Gina Gogean (ROU)                                | Svetlana Khorkina (RUS) Dina Kochetkova (RUS) | -                                            |
| 1996    | Birmingham        | Lilia Podkopayeva (UKR)                          | Svetlana Boginskaya (BLR)                     | Lavinia Milosovici (ROU)                     |
| 1998    | Saint-Pétersbourg | Svetlana Khorkina (RUS)                          | Simona Amanar (ROU)                           | Claudia Presăcan (ROU)                       |
| 2000    | Paris             | Svetlana Khorkina (RUS)                          | Elena Zamolodchikova (RUS)                    | Victoria Karpenko (UKR)                      |
| 2002    | Patras            | Svetlana Khorkina (RUS)                          | Verona Van De Leur (NED)                      | Alona Kvasha (UKR)                           |
| 2004    | Amsterdam         | Alina Kozich (UKR)                               | Daniela Sofronie (ROU)                        | Elena Zamolodchikova (RUS)                   |
| 2005    | Debrecen          | Marine Debauve (FRA)                             | Anna Pavlova (RUS)                            | Yulia Lozhecko (RUS)                         |
| 2006    | Volos             | pas de concours général individuel               | pas de concours général individuel            | pas de concours général individuel           |
| 2007    | Amsterdam         | Vanessa Ferrari (ITA)                            | Sandra Izbasa (ROU)                           | Alina Kozich (UKR)                           |
| 2008    | Clermont-Ferrand  | pas de concours général individuel               | pas de concours général individuel            | pas de concours général individuel           |
| 2009    | Milan             | Ksenia Semenova (RUS)                            | Ksenia Afanaseva (RUS)                        | Ariella Kaeslin (SUI)                        |
| 2010    | Birmingham        | pas de concours général individuel               | pas de concours général individuel            | pas de concours général individuel           |
| 2011    | Berlin            | Anna Dementyeva (RUS)                            | Elisabeth Seitz (GER)                         | Elena Amelia Racea (ROU)                     |
| 2012    | Bruxelles         | pas de concours général individuel               | pas de concours général individuel            | pas de concours général individuel           |
| 2013    | Moscou            | Aliya Mustafina (RUS)                            | Larisa Iordache (ROU)                         | Anastasia Grishina (RUS)                     |
| 2014    | Sofia             | pas de concours général individuel               | pas de concours général individuel            | pas de concours général individuel           |
| 2015    | Montpellier       | Giulia Steingruber (SUI)                         | Maria Kharenkova (RUS)                        | Ellie Downie (GBR)                           |
| 2016    | Berne             | pas de concours général individuel               | pas de concours général individuel            | pas de concours général individuel           |
| 2017    | Cluj-Napoca       | Ellie Downie (GBR)                               | Zsófia Kovács (HUN)                           | Mélanie de Jesus dos Santos (FRA)            |
| 2018    | Glasgow           | pas de concours général individuel               | pas de concours général individuel            | pas de concours général individuel           |
| 2019    | Szczecin          | Mélanie De Jesus Dos Santos (FRA)                | Ellie Downie (GBR)                            | Angelina Melnikova (RUS)                     |
| 2020    | Mersin            | pas de concours général individuel               | pas de concours général individuel            | pas de concours général individuel           |
| 2021    | Bâle              | Viktoria Listunova (RUS)                         | Angelina Melnikova (RUS)                      | Jessica Gadirova (GBR)                       |
| 2022    | Munich            | Asia D'Amato (ITA)                               | Alice Kinsella (GBR)                          | Martina Maggio (ITA)                         |
| 2023    | Antalya           | Jessica Gadirova (GBR)                           | Zsófia Kovács (HUN)                           | Alice D'Amato (ITA)                          |
| 2024    | Rimini            | Manila Esposito (ITA)                            | Alice D'Amato (ITA)                           | Alice Kinsella (GBR)                         |
| 2025    | Leipzig           | Manila Esposito (ITA)                            | Alba Petisco (ESP)                            | Ana Bărbosu (ROU)                            |

## Tableau des médailles
Mis à jour après les championnats d'Europe de 2025.
| Rang  | Nation      | Or | Argent | Bronze | Total |
| ----- | ----------- | -- | ------ | ------ | ----- |
| 1     | Russie      | 16 | 16     | 12     | 44    |
| 2     | Roumanie    | 5  | 11     | 7      | 23    |
| 3     | France      | 4  | 3      | 5      | 12    |
| 4     | Italie      | 4  | 1      | 2      | 7     |
| 5     | Ukraine     | 3  |        | 3      | 6     |
| 6     | Allemagne   | 2  | 2      | 6      | 10    |
| 7     | Royaume-Uni | 2  | 2      | 3      | 7     |
| 8     | Tchéquie    | 2  |        | 2      | 4     |
| 9     | Suisse      | 1  |        | 1      | 2     |
| 10    | Pologne     | 1  |        |        | 1     |
| 10    | Yougoslavie | 1  |        |        | 1     |
| 12    | Hongrie     |    | 2      | 1      | 3     |
| 13    | Suède       |    | 1      | 1      | 2     |
| 13    | Roumanie    |    | 1      | 1      | 2     |
| 15    | Biélorussie |    | 1      |        | 1     |
| 15    | Pays-Bas    |    | 1      |        | 1     |
| 15    | Espagne     |    | 1      |        | 1     |
| 18    | Bulgarie    |    |        | 1      | 1     |
| TOTAL | TOTAL       | 41 | 42     | 45     | 128   |